# Ґулобод (Восейський район)
Ґулобо́д (тадж. Гулобод) — село у складі Хатлонської області Таджикистану. Адміністративний центр джамоату імені Абді Авазова Восейського району.
Назва означає благоустроєний як квітка. Колишня назва — Маразтеппа.
Населення — 3003 особи (2010; 3030 в 2009, 1742 в 1979).